# 노비사드
노비사드(세르비아어: Novi Sad / Нови Сад, 헝가리어: Újvidék 우이비데크[*])는 세르비아 북부 보이보디나 자치주에 있는 도시이다. 인구 400,000(2010). 보이보디나 자치주의 주도이자 남바치카구의 행정 중심지이며, 세르비아에서 수도 베오그라드 다음으로 큰 도시이다. 도시 이름은 세르비아어로 "새로운 정원"을 뜻한다.
베오그라드 북쪽 30km 지점의 다뉴브강 유역에 면한다. 17세기에 건설되었으며 원래는 다뉴브강 연안의 어촌에 불과했다. 오스만 제국, 오스트리아 합스부르크 군주국의 경계 지점에 있어 군사적으로 중요해지면서 발전하였다. 19세기 오스만 제국 치하의 세르비아인들이 다뉴브강을 넘어 이 곳으로 정착하여 오스트리아-헝가리 제국에서 세르비아인의 중심지가 되었다. 오스트리아-헝가리 제국 시절에는 독일어로 노이자츠(독일어: Neusatz)라고 했다.
다양한 공업이 이루어지는 공업 도시이며, 다뉴브강 연안의 중요한 도시이다. 발칸반도와 중앙유럽을 잇는 교통의 요지이다. 주민은 75%가 세르비아인, 5%가 헝가리인이며, 기타 여러 소수 민족이 있다.

## 인구
| 연도 | 인구    | ±%      |
| ---- | ------- | ------- |
| 1798 | 6,890   | —       |
| 1848 | 18,530  | +168.9% |
| 1900 | 28,763  | +55.2%  |
| 1910 | 33,089  | +15.0%  |
| 1921 | 39,122  | +18.2%  |
| 1931 | 63,985  | +63.6%  |
| 1941 | 61,731  | −3.5%   |
| 1948 | 69,431  | +12.5%  |
| 1953 | 76,752  | +10.5%  |
| 1961 | 102,469 | +33.5%  |
| 1971 | 141,375 | +38.0%  |
| 1981 | 170,020 | +20.3%  |
| 1991 | 198,326 | +16.6%  |
| 2002 | 216,583 | +9.2%   |
| 2011 | 277,522 | +28.1%  |

## 기후
| 노비사드의 기후                                                      | 노비사드의 기후 | 노비사드의 기후 | 노비사드의 기후 | 노비사드의 기후 | 노비사드의 기후 | 노비사드의 기후 | 노비사드의 기후 | 노비사드의 기후 | 노비사드의 기후 | 노비사드의 기후 | 노비사드의 기후 | 노비사드의 기후 | 노비사드의 기후 |
| 월                                                                   | 1월             | 2월             | 3월             | 4월             | 5월             | 6월             | 7월             | 8월             | 9월             | 10월            | 11월            | 12월            | 연간            |
| -------------------------------------------------------------------- | --------------- | --------------- | --------------- | --------------- | --------------- | --------------- | --------------- | --------------- | --------------- | --------------- | --------------- | --------------- | --------------- |
| 역대 최고 기온 °C (°F)                                               | 18.9 (66.0)     | 22.4 (72.3)     | 30.0 (86.0)     | 31.5 (88.7)     | 34.2 (93.6)     | 37.6 (99.7)     | 41.6 (106.9)    | 40.2 (104.4)    | 37.4 (99.3)     | 30.1 (86.2)     | 26.9 (80.4)     | 21.0 (69.8)     | 41.6 (106.9)    |
| 일평균 최고 기온 °C (°F)                                             | 4.3 (39.7)      | 6.9 (44.4)      | 12.7 (54.9)     | 18.4 (65.1)     | 23.1 (73.6)     | 26.6 (79.9)     | 28.8 (83.8)     | 29.2 (84.6)     | 23.9 (75.0)     | 18.3 (64.9)     | 11.5 (52.7)     | 5.1 (41.2)      | 17.4 (63.3)     |
| 일일 평균 기온 °C (°F)                                               | 0.7 (33.3)      | 2.3 (36.1)      | 7.0 (44.6)      | 12.4 (54.3)     | 17.3 (63.1)     | 20.9 (69.6)     | 22.5 (72.5)     | 22.4 (72.3)     | 17.2 (63.0)     | 12.0 (53.6)     | 6.8 (44.2)      | 1.8 (35.2)      | 11.9 (53.4)     |
| 일평균 최저 기온 °C (°F)                                             | −2.5 (27.5)     | −1.7 (28.9)     | 1.9 (35.4)      | 6.6 (43.9)      | 11.4 (52.5)     | 14.9 (58.8)     | 16.1 (61.0)     | 16.1 (61.0)     | 11.8 (53.2)     | 7.3 (45.1)      | 3.2 (37.8)      | −1.2 (29.8)     | 7.0 (44.6)      |
| 역대 최저 기온 °C (°F)                                               | −30.7 (−23.3)   | −28.6 (−19.5)   | −19.9 (−3.8)    | −6.2 (20.8)     | −0.4 (31.3)     | 0.2 (32.4)      | 5.4 (41.7)      | 6.9 (44.4)      | −1.6 (29.1)     | −6.4 (20.5)     | −13.8 (7.2)     | −24.0 (−11.2)   | −30.7 (−23.3)   |
| 평균 강수량 mm (인치)                                                | 38.9 (1.53)     | 36.4 (1.43)     | 38.6 (1.52)     | 46.6 (1.83)     | 77.3 (3.04)     | 92.2 (3.63)     | 68.1 (2.68)     | 59.7 (2.35)     | 58.8 (2.31)     | 58.6 (2.31)     | 51.5 (2.03)     | 49.1 (1.93)     | 675.8 (26.61)   |
| 평균 강수일수 (≥ 0.1 mm)                                             | 12.1            | 10.5            | 10.6            | 11.2            | 13.4            | 11.1            | 9.9             | 8.1             | 10.1            | 10.1            | 10.8            | 12.9            | 130.8           |
| 평균 강설일수                                                        | 6.4             | 5.8             | 2.7             | 0.4             | 0.0             | 0.0             | 0.0             | 0.0             | 0.0             | 0.1             | 1.9             | 4.9             | 22.2            |
| 평균 상대 습도 (%)                                                   | 85.5            | 80.2            | 70.8            | 64.4            | 67.9            | 69.7            | 68.2            | 67.4            | 72.5            | 77.1            | 82.1            | 86.7            | 74.5            |
| 평균 월간 일조시간                                                   | 67.9            | 100.6           | 164.1           | 205.8           | 257.3           | 284.8           | 316.2           | 298.9           | 207.1           | 160.9           | 94.7            | 59.4            | 2,217.7         |
| 출처: 세르비아 수문기상국 (평년값: 1991년~2020년, 극값: 1948년~현재) |                 |                 |                 |                 |                 |                 |                 |                 |                 |                 |                 |                 |                 |

## 자매 도시
- 이탈리아 모데나 (1974)
- 중화인민공화국 창춘시 (1981)
- 독일 도르트문트 (1982)
- 영국 노리치 (1989)
- 그리스 Ilioupoli (1994)
- 몬테네그로 부드바 (1996)
- 루마니아 티미쇼아라 (2005)
- 러시아 니즈니노브고로드 (2006)
- 헝가리 페치 (2009)